# Richard Mayr
Pour les articles homonymes, voir Mayr.

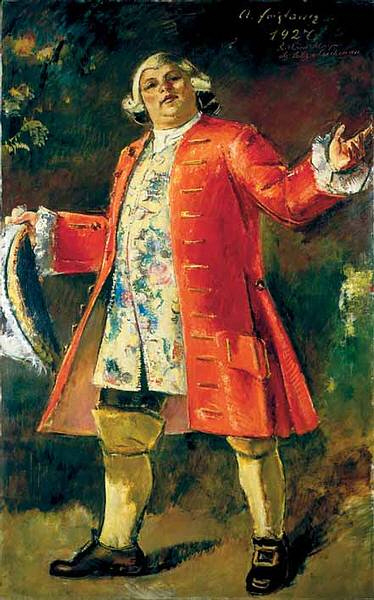
Richard Mayr en baron Ochs von Lerchenau, portrait d'Anton Faistauer (1927) au Museum der Moderne, Rupertinum.

Richard Mayr, né le 18 novembre 1877 à Salzbourg et mort le 1er décembre 1935 à Vienne, est un artiste lyrique autrichien, baryton-basse.

## Biographie
Richard Mayr étudie la médecine dans la capitale, Vienne, lorsque le compositeur Gustav Mahler l'incite à étudier la musique et à entreprendre une carrière de chanteur. Il étudie au conservatoire de Vienne et commence sa carrière lors du festival de Bayreuth de 1902, durant lequel il interprète Hagen dans l'opéra Götterdämmerung de Richard Wagner. Sa prestation lui vaut d'être nommé la même année par Gustav Mahler chanteur principal de l'opéra de Vienne – avec pour première interprétation celle de Don Ruy Gomez De Silva dans Ernani  –, où il se produit avec succès jusqu'à sa retraite, en 1934.
Richard Mayr est choisi par Richard Strauss pour créer le rôle de Barak dans son opéra Die Frau ohne Schatten de 1919.
L'Autrichien donne de la voix au Royal Opera House de Londres dès le 23 mai 1924, lorsqu'il interprète le baron Ochs von Lerchenau dans Der Rosenkavalier – son rôle le plus célèbre –, et jusqu'en 1931. Il est également chanteur principal lors du festival annuel de Salzbourg de 1921 à 1934 et enchaîne les prestations au Metropolitan Opera de New York trois saisons de suite à compter du 2 novembre 1927, lorsqu'il interprète le rôle de Veit Pogner dans Die Meistersinger von Nürnberg de Wagner.
Il quitte définitivement les planches en 1934 et meurt l'année suivante ; sa dépouille est enterrée au St Petersfriedhof à Salzbourg, en Autriche.